# Магній у біології

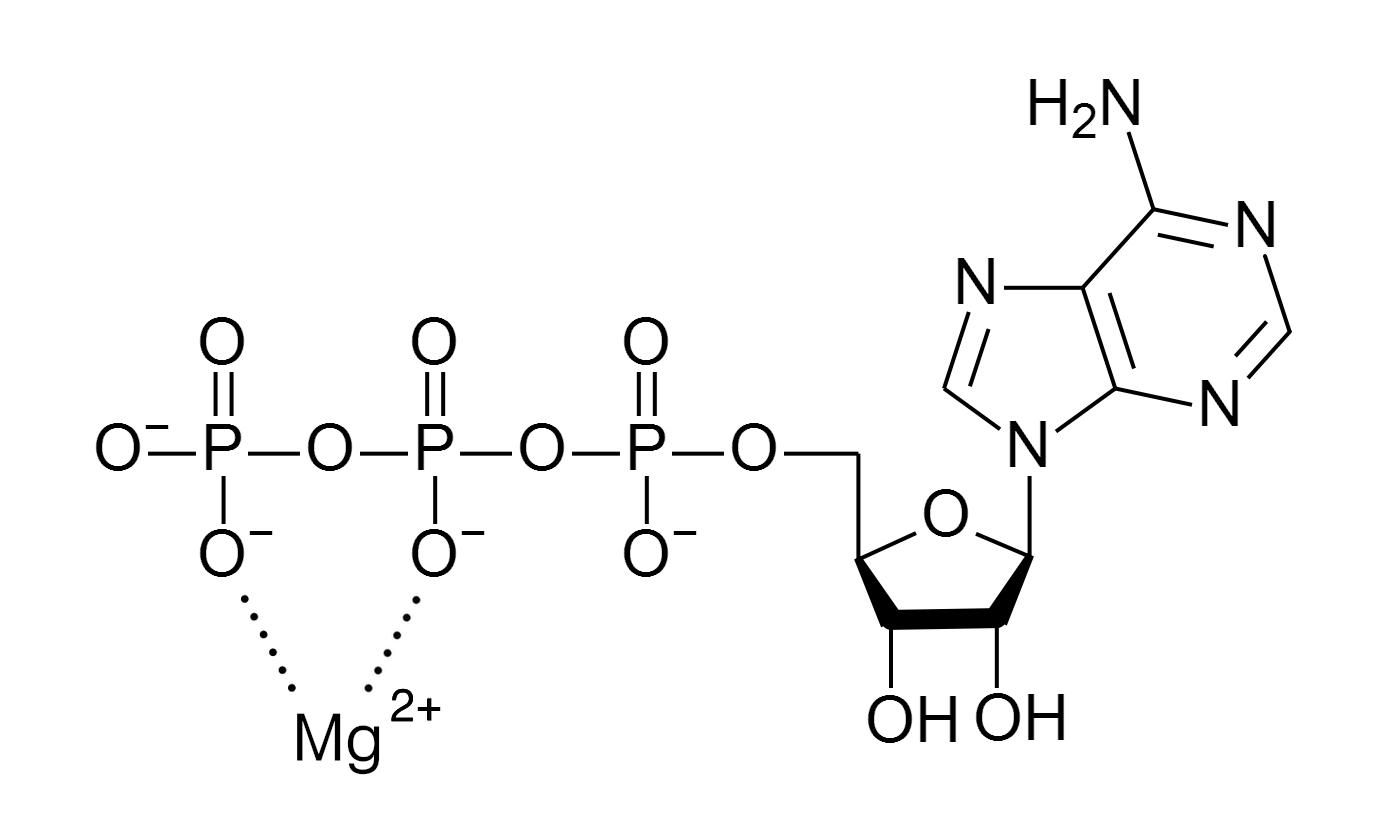
Іонна суміш аденозинтрифосфату магнію, який в біології часто просто називають аденозинтрифосфатом

Магній є важливим елементом біологічних систем та зазвичай зустрічається у вигляді іона Mg2+. Належить до групи мікроелементів і присутній у всіх клітинах усіх організмів. Наприклад, аденозинтрифосфат (АТФ), основне джерело енергії в клітинах, стає біологічно активним після утворення зв'язку з іоном магнію, тому АТФ часто насправді є комлексмо магній-АТФ. Магній важливий для стабільності всіх поліфосфатних сполук у клітинах, у тому числі пов'язаних з синтезом ДНК і РНК.

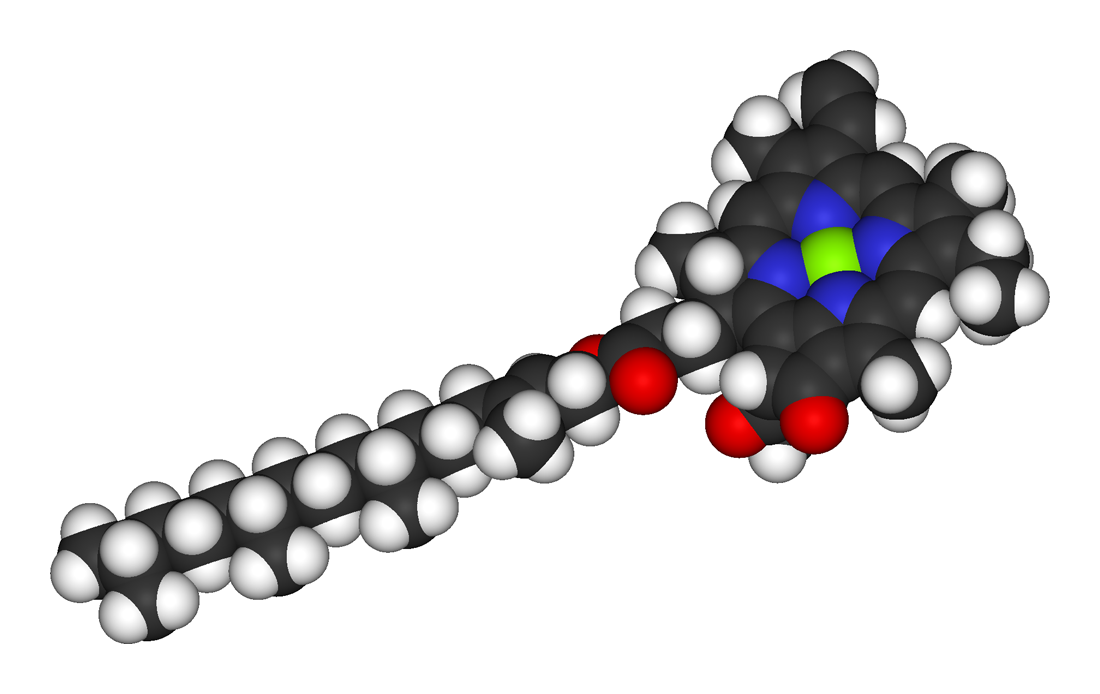
Просторова модель молекули хлорофілу a з іоном магнію (яскраво-зеленим) у центрі групи хлорину

Магній є коферментом для понад 300 ферментів, зокрема для всіх ферментів, що розщеплюють або синтезують АТФ, а також тих, які використовують інші нуклеотиди для синтезу ДНК і РНК.
У рослин магній входить до складу пігменту хлорофілу, і таким чином є необхідним для фотосинтезу.

## Біохімія
Mg2+ є четвертим за поширеністю (молярною концентрацією) іоном металу в клітинах і найбільш поширеним вільним двовалентним катіоном — як наслідок, він глибоко і невід'ємно вплетений у клітинний метаболізм. Дійсно, Mg2+-залежні ферменти наявні практично в кожному метаболічному шляху, часто спостерігається специфічне зв'язування Mg2+ з біологічними мембранами, Mg2+ також використовується як сигнальна речовина, а також значна частина біохімії нуклеїнових кислот потребує Mg2+, включаючи всі реакції з вивільнення енергії з АТФ. У нуклеотидах трифосфатна частина сполуки незмінно стабілізується зв'язуванням з Mg2+ у всіх ферментативних процесах.
У фотосинтезуючих організмах Mg2+ виконує додаткову життєво важливу роль, як координуючий іон у молекулі хлорофілу. Цю роль виявив Річард Вілштеттер, який отримав Нобелівську премію з хімії 1915 року за очищення та структуру зв'язування хлорофілу з вуглецем.

### Ферменти
Хімія іона Mg2+ щодо ферментів демонструє повний спектр незвичайної хімічної реакції цього іона для виконання ряду функцій Mg2+ взаємодіє з субстратами, ферментами, а іноді і з обома (Mg2+ є частиною активного центру). Загалом, Mg2+ взаємодіє з субстратами через координацію внутрішньої сфери, стабілізуючи аніони або реакційноздатні проміжні продукти, також включаючи формування зв'язків з АТФ та активацію молекули для нуклеофільної атаки. Mg2+ зв'язується, використовуючи координацію внутрішньої або зовнішньої сфери, або змінюючи конформацію ферменту, або беручи участь у хімічному процесі каталітичної реакції для взаємодії з ферментами та іншими білками. Оскільки Mg2+ рідко повністю зневоднюється під час зв'язування ліганду, це може бути молекула води, пов'язана з Mg2+, яка є важливою, а не сам іон. Кислотність Mg2+ за Льюїсом (p K a 11,4) використовується для забезпечення реакцій як гідролізу, так і конденсації (найпоширенішими є гідроліз ефіру фосфатної кислоти та перенесення фосфорилу), які в іншому випадку вимагали б значень pH, які значно відрізняються від фізіологічних.

### Нуклеїнові кислоти
Нуклеїнові кислоти мають важливий діапазон взаємодій з Mg2+. Зв'язування Mg2+ з ДНК і РНК стабілізує структуру; це можна спостерігати у підвищеній температурі плавлення (T m) дволанцюгової ДНК у присутності Mg2+. Крім того, рибосоми містять велику кількість Mg2+, і забезпечена стабілізація є важливою для комплексоутворення цього рибопротеїну/ Велика кількість ферментів, які беруть участь у біохімії нуклеїнових кислот, зв'язують Mg2+ для активності, використовуючи іон як для активації, так і для каталізу. Нарешті, автокаталіз багатьох рибозимів (ферментів, що містять лише РНК) залежить від Mg2+ (наприклад, дріжджові мітохондріальні інтрони II групи самосплайсуються).
Іони магнію мають вирішальне значення для підтримки позиційної цілісності тісно згрупованих фосфатних груп. Ці кластери з'являються в численних і чітких частинах клітинного ядра та цитоплазми. Наприклад, гексагідратовані іони Mg2+ зв'язуються в глибині молекули ДНК та у зовнішньому отворі дуплексів нуклеїнових кислот А-форми.
АТФ (аденозинтрифосфат), основне джерело енергії в клітинах, з'єднується з іоном магнію для своєї біологічної активності. Те, що називається АТФ, часто насправді є Mg-АТФ.

### Клітинні мембрани та стінки
Біологічні клітинні мембрани та клітинні стінки є поліаніоними поверхнями, що важливо для транспорту іонів, тому що різні мембрани переважно зв'язують різні іони. Як Mg2+, так і Ca2+ регулярно стабілізують мембрани шляхом зшивання карбоксилованих і фосфорильованих головних груп ліпідів. Проте було також показано, що оболонкова мембрана E. coli зв'язує Na+, K+, Mn2+ і Fe3+. Транспортування іонів залежить як від градієнта концентрації іонів, так і від електричного потенціалу (ΔΨ) через мембрану, на який впливатиме заряд на поверхні мембрани. Наприклад, специфічне зв'язування Mg2+ з оболонкою хлоропласта прихводить до втрати ефективності фотосинтезу через блокування поглинання K+ і подальше підкислення строми хлоропласту.

### Білки
Іон Mg2+ має тенденцію формувати лише слабкі зв'язки з білками (K a ≤ 105, що використовується клітиною для вмикання та вимикання ферментативної активності змінами локальної концентрації Mg2+. Хоча концентрація вільного цитоплазматичного Mg2+ становить близько 1 ммоль/л, загальний вміст Mg2+ в клітинах тварин становить 30 ммоль/л, а в рослинах вміст у ентодермальних клітинах листя становив 100 ммоль/л (Stelzer et al., 1990), значна частина якого буферизована у компартментах для зберігання. Цитоплазматична концентрація вільного Mg2+ буферизується шляхом зв'язування з хелаторами (наприклад, АТФ), але також, що більш важливо, буферизується зберіганням Mg2+ у внутрішньоклітинних компартментах. Транспортування Mg2+ між внутрішньоклітинними компартментами може бути основною частиною регуляції активності ферменту. Взаємодія Mg2+ з білками також важлива для транспортування іонів через біологічні мембрани.

### Взаємодія з марганцем
У біологічних системах лише марганець (Mn2+) здатний легко замінити Mg2+, але тільки в деяких ситуаціях. Mn2+ дуже подібний до Mg2+ за хімічними властивостями, зокрема, комплексоутворення внутрішньої та зовнішньої оболонки. Mn2+ ефективно зв'язує АТФ і дозволяє гідролізувати енергетичну молекулу більшістю АТФаз. Mn2+ також може замінити Mg2+ як активуючий іон для ряду Mg2+-залежних ферментів, хоча деяка активність ферменту зазвичай втрачається. Іноді такі ферментні переваги щодо металу відрізняються серед близькоспоріднених видів: наприклад, фермент зворотної транскриптази лентивірусів, таких як ВІЛ, SIV та FIV, зазвичай залежить від Mg2+, тоді як аналогічний фермент для інших ретровірусів віддає перевагу Mn2+.

## Функція
Баланс магнію життєво необхідний для нормальної роботи всіх організмів. Водночас магній є відносно поширеним іоном у земній корі та мантії та має високу біодоступність у гідросфері. Ця доступність у поєднанні з корисною та дуже незвичайною хімією, можливо, призвела до його використання в еволюції як іона для передачі сигналів, активації ферментів і каталізу. Однак незвичайна природа іонного магнію також призвела до серйозних проблем у використанні іона в біологічних системах. Біологічні мембрани непроникні для магнію (та інших іонів), тому транспортні білки повинні сприяти надходженню магнію в клітини та внутрішньоклітинні органели та з них.
У тварин різні типи клітин підтримують різну концентрацію магнію. Схоже так само і у рослин. Це свідчить, що різні типи клітин регулюють надходження і відтік магнію різними способами на основі їх унікальних метаболічних потреб. Внутрішньоклітинні та системні концентрації вільного магнію повинні делікатно підтримуватися за допомогою комбінованих буферних процесів (зв'язування іонів з білками та іншими молекулами) і глушіння (транспортування іонів до накопичувального або позаклітинного простору).
Магній дуже важливий для функціонування клітин. Дефіцит таких поживних речовин викликає захворювання організму. В одноклітинних організмах, як бактерії та дріжджі, низький рівень магнію викликає значне зниження швидкості росту. У штамів бактерій, з відключеним транспортом магнію, нормальні показники зберігаються лише за умови впливу дуже високих зовнішніх концентрацій іонів магнію. У дріжджів мітохондріальний дефіцит магнію також призводить до порушення життєдіяльності. У людей зустрічається також ряд генетично обумовлених розладів гіпомагніємії.

### Тварини
У жуйних тварин, особливо вразливих до наявності магнію в пасовищних травах, проявляється стан відомий як «трав'яна тетанія». Гіпомагніємія визначається втратою рівноваги через м'язову слабкість.

#### Нервова система
Магній впливає на розслаблення м'язів шляхом прямої дії на клітинні мембрани. Іони Mg2+ закривають певні типи кальцієвих каналів, які проводять позитивно заряджені іони кальцію в нейрони. У разі надлишку магнію блокується більше каналів і знижується активність нервових клітин.

### Рослини
У рослин магній визнано важливим сигнальним іоном, який активує та опосередковує багато біохімічних реакцій. Найкращим прикладом цього є, можливо, регуляція фіксації вуглецю в хлоропластах у циклі Кальвіна.
Рослини з дефіцитом магнію демонструють стресову реакцію. Першими ознаками як дефіциту магнію, так і його надмірного впливу на рослини є зниження швидкості фотосинтезу. Це пояснюється центральним положенням іона Mg2+ в молекулі хлорофілу. Пізнішими наслідками дефіциту магнію для рослин є значне зниження росту та репродуктивної життєздатності. Магній також може бути токсичним для рослин, хоча це зазвичай спостерігається лише в умовах посухи.

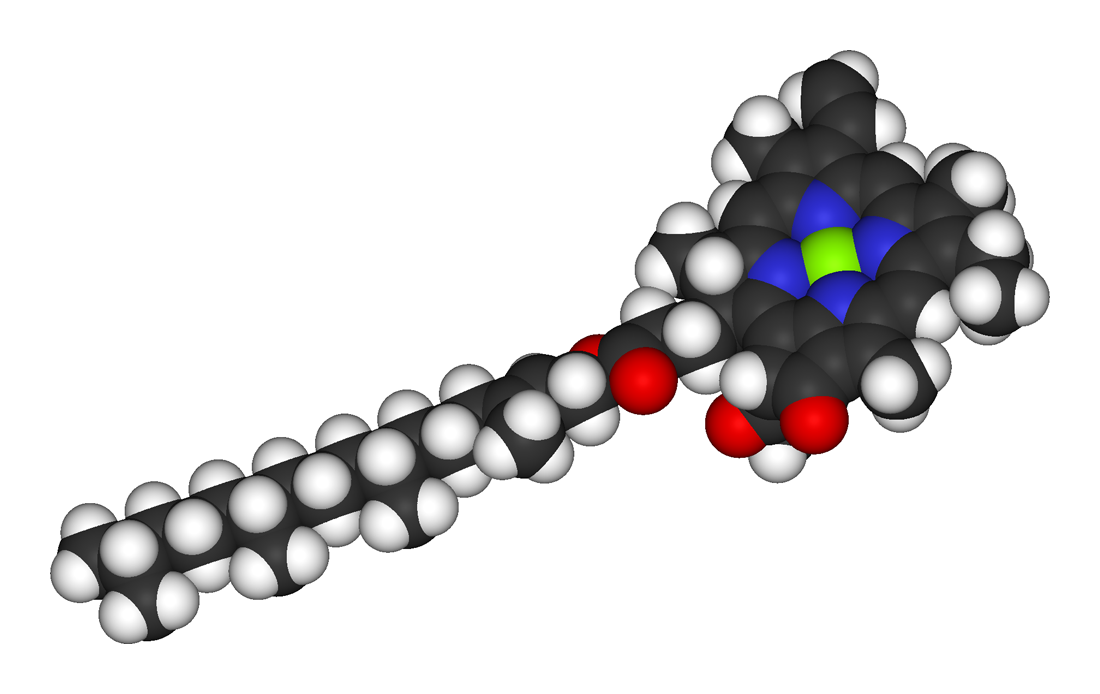
Модель молекули хлорофілу А, що заповнює простір, із видимим іоном магнію (яскраво-зеленим) у центрі групи хлорину

У тварин дефіцит магнію (гіпомагніємія) спостерігається за умов низької доступності магнію в навколишньому середовищі.

### Харчові потреби та взаємодії
Mg2+ необхідний для росту рослин і присутній у вищих рослинах у кількостях порядку 80 мкмоль/г−1 сухої ваги. Кількість Mg2+ різна в різних частинах рослини і залежить від стану харчування. Під час достатнього надходження надлишок Mg2+ накопичується в судинних клітинах (Stelzer et al., 1990;, а під час голоду Mg2+ перерозподіляється у багатьох частинах організму рослини від старих до нових листків.
Mg2+ потрапляє в рослину через коріння. Взаємодія з іншими катіонами в ризосфері може мати значний вплив на поглинання іона (Kurvits and Kirkby, 1980;). Структура клітинних стінок кореня є високопроникною для води та іонів, і, отже, поглинання іонів клітинами кореня може відбуватися будь-де від кореневих волосків до клітин, розташованих майже в центрі кореня (обмежено тільки Каспарською смугою). Стінки та мембрани рослинних клітин несуть велику кількість негативних зарядів, і взаємодія катіонів з цими зарядами є ключовою для поглинання катіонів клітинами коренів та забезпечує локальний концентруючий ефект. Mg2+ відносно слабко зв'язується з цими зарядами і може бути витіснений іншими катіонами, що перешкоджає поглинанню та викликає дефіцит у рослині.
В окремих рослинних клітинах потреби в Mg2+ здебільшого такі ж, як і для всього клітинного життя; Mg2+ використовується для стабілізації мембран, життєво важливий для використання АТФ, бере активну участь у біохімії нуклеїнових кислот і є кофактором для багатьох ферментів (включаючи рибосоми). Крім того, Mg2+ є координуючим іоном у молекулі хлорофілу. Саме внутрішньоклітинна компартменталізація Mg2+ у рослинних клітинах призводить до додаткової складності. Відомо про чотири компартменти рослинної клітини, які взаємодіють з Mg2+. Спочатку Mg2+ потрапляє в цитоплазму клітини (за допомогою ще неідентифікованої системи), але концентрації вільного Mg2+ у цьому відділі суворо регулюються на відносно низьких рівнях (~2 ммоль/л), тому будь-який надлишок Mg2+ або швидко експортується, або зберігається у другому внутрішньоклітинному відділі, вакуолі. Потреба в Mg2+ в мітохондріях була продемонстрована на дріжджах, і дуже ймовірно, що те ж саме буде стосуватися і рослин. Хлоропластам також потрібна значна кількість внутрішнього Mg2+ і низька концентрація цитоплазматичного Mg2+. Крім того, ймовірно, що інші субклітинні органели (наприклад, комплекс Гольджі, ендоплазматична ретикулум тощо) також потребують Mg2+.

### Розподіл іонів магнію в рослині
Потрапляючи в цитоплазматичний простір клітин кореня, Mg2+ разом з іншими катіонами, ймовірно, транспортується радіально в осьовий циліндр (стелу) та судинну тканину, Далі з клітин, що оточують ксилему, іони вивільняються або закачуються в ксилему і переносяться по рослині. Так як Mg2+ є дуже рухливим як у ксилемі, так і у флоемі, іони транспортуватимуться до верхньої частини рослини та назад у безперервному циклі поповнення. Отже, поглинання та вивільнення з судинних клітин є, ймовірно, ключовою частиною гомеостазу Mg2+ всієї рослини. На рисунку 1 показано, як мало процесів було пов'язано з їхніми молекулярними механізмами (лише вакуольне поглинання було пов'язано з транспортним білком AtMHX).
На діаграмі показано схему рослини та передбачувані процеси транспорту Mg2+ у корені та листі, де Mg2+ завантажується та вивантажується з судинних тканин. Mg2+ потрапляє в простір клітинної стінки кореня (1) і взаємодіє з негативними зарядами, пов'язаними з клітинними стінками та мембранами. Mg2+ може відразу потрапляти в клітини (симпластичний шлях) або може потрапити аж до Каспарієвої смуги (4) перед поглинанням клітинами (апопластичний шлях; 2). Концентрація Mg2+ у клітинах кореня, ймовірно, буферизується зберіганням у вакуолях кореневих клітин (3). Водночас клітини кінчика кореня не містять вакуолей. Потрапляючи в цитоплазму клітини кореня, Mg2+ рухається до центру кореня за допомогою плазмодесми, де він завантажується в ксилему (5) для транспортування до верхніх частин рослини. Коли Mg2+ досягає листя, він вивантажується з ксилеми в клітини (6) і знову буферизується у вакуолях (7). Невідомо, чи відбувається цикл Mg2+ у флоемі через загальні клітини листка (8) чи безпосередньо з ксилеми у флоему через клітини-переносники (9). Mg2+ може повернутися до коренів у соку флоеми.
Коли іон Mg2+ поглинається клітиною для метаболічних процесів, зазвичай вважається, що іон залишається в цій клітині доти, доки клітина активна. У судинних клітинах це не завжди так; якщо Mg2+ багато, то він зберігається у вакуолі та не бере участі в повсякденних метаболічних процесах клітини (Stelzer et al., 1990), вивільняється за потреби. Але для більшості клітин саме смерть через старіння або пошкодження вивільняє Mg2+ та багато інших іонних компонентів, переробляючи їх у здорові частини рослини. Крім того, коли Mg2+ у навколишньому середовищі у дефіциті деякі види здатні мобілізувати Mg2+ зі старих тканин. Ці процеси охоплюють вивільнення Mg2+ із зв'язаного та накопиченого станів і його транспортування назад у судинну тканину, де він може бути розподілений до решти частин рослини. Під час росту та розвитку Mg2+ також ремобілізується в рослині, коли змінюються відносини джерела та стоку.
Гомеостаз Mg2+ в окремих рослинних клітинах підтримується процесами у плазматичній мембрані та мембрані вакуолі (див. рис. 2). Основною рушійною силою для переміщення іонів у клітинах рослин є ΔpH. H+-АТФази перекачують іони H+ проти їх градієнта концентрації, щоб підтримувати різницю рН, яка може бути використана для транспорту інших іонів і молекул. Іони Н+ викачуються з цитоплазми в позаклітинний простір або у вакуоль. Надходження Mg2+ у клітину може відбуватися одним із двох шляхів: через канали, що використовують ΔΨ (негативний внутрішній) через цю мембрану, або через симпорт з іонами H+. Для транспортування іонів Mg2+ у вакуоль потрібен антипортовий транспортер Mg2+/H+ (наприклад, AtMHX). Активність Н+-АТФаз залежить від Mg2+ (зв'язаного з АТФ), тому Mg2+ необхідний для підтримки власного гомеостазу.
Наведено схему рослинної клітини з чотирма основними компартментами, які точно взаємодіють з Mg2+. H+-АТФази підтримують постійний ΔpH через плазматичну мембрану та мембрану вакуолі. Mg2+ транспортується у вакуоль за допомогою енергії ΔpH (у A. thaliana AtMHX). Для транспортування Mg2+ у клітину може використовуватися або негативний ΔΨ, або ΔpH. Для транспортування Mg2+ в мітохондрії, ймовірно, використовується ΔΨ, як і в мітохондріях дріжджів, і ймовірно, що хлоропласти приймають Mg2+ за подібною системою. Механізм і молекулярна основа вивільнення Mg2+ з вакуолей і з клітини невідомі. Подібним чином регульовані світлом зміни концентрації Mg2+ у хлоропластах не повністю вивчені, але потребують транспортування іонів H+ через тилакоїдну мембрану.

Рисунок 2: Магній у рослинній клітині

#### Магній, хлоропласти і фотосинтез
Mg2+ є комплексоутворювачем у молекулі хлорофілу, і в рослинах, де іон міститься у великій кількості, близько 6 % загального Mg2+ зв'язано з хлорофілом. Накопичування тилакоїдів стабілізується Mg2+ і є важливим для ефективності фотосинтезу, щоб відбувалися фазові переходи.
Mg2+, ймовірно, поглинається хлоропластами переважно під час індукованого світлом розвитку від пропластиди до хлоропласта або етіопласту до хлоропласта. У цей час для синтезу хлорофілу та біогенезу стеків тилакоїдної мембрани абсолютно необхідний двовалентний катіон.
Інформація щодо здатності Mg2+ переходити в хлоропласти та виходити з них після цієї початкової фази розвитку суперечлива. Deshaies та співав. (1984) виявили, що Mg2+ дійсно переміщувався в ізольовані хлоропласти молодих рослин гороху, але Гупта і Берковіц (1989) не змогли відтворити результат, використовуючи старі хлоропласти шпинату. Deshaies та стівав. заявили у своїй статті, що старі хлоропласти гороху показали менш значні зміни у вмісті Mg 2+, ніж ті, які використовувалися для формування їхніх висновків. Відносна частка незрілих хлоропластів, присутніх у препаратах, може пояснити ці спостереження.
Метаболічний стан хлоропласту значно змінюється вночі та вдень. Протягом дня хлоропласт активно збирає енергію світла і перетворює її в хімічну. Активація залучених метаболічних шляхів відбувається внаслідок змін хімічної природи строми після дії світла. H+ викачується зі строми (як у цитоплазму, так і в просвіт), що призводить до лужного pH. Mg2+ (разом з K+) вивільняється з просвіту в строму в процесі електронейтралізації, щоб збалансувати потік H+. Нарешті, тіолові групи ферментів зменшуються через зміну окисно-відновного стану строми. Прикладами ферментів, що активуються у відповідь на ці зміни, є фруктозо-1,6-бісфосфатаза, седохептулозобісфосфатаза та рибулозо-1,5-бісфосфаткарбоксилаза. Протягом темного періоду, якби ці ферменти були активними, відбувався б марнотратний цикл продуктів і субстратів.
Можна виділити два основні класи ферментів, які взаємодіють з Mg2+ у стромі під час світлової фази. По-перше, ферменти гліколітичного шляху найчастіше взаємодіють з двома атомами Mg2+. Перший атом є алостеричним модулятором активності ферментів, тоді як другий є частиною активного центру і бере безпосередню участь у каталітичній реакції. Другий клас ферментів включає ті, де Mg2+ утворює комплекс з нуклеотидними ди- і трифосфатами (АДФ і АТФ), а хімічна зміна включає перенесення фосфорилу. Mg2+ також може відігравати роль підтримки структури в цих ферментах (наприклад, енолазі).

#### Магнієвий стрес
Реакції організму рослин на стрес можна спостерігати у рослин, які забезпечені недостатньо або надлишково Mg2+. Першими ознаками стресу Mg2+ у рослин як через голодування, так і через токсичність є пригнічення швидкості фотосинтезу, припускають, що через тісні зв'язки між Mg2+ і хлоропластами/хлорофілом. У сосен ще до видимої появи жовтизни і некротичних плям фотосинтетична ефективність хвої помітно падає. Повідомляється, що за дефіциту Mg2+ вторинні ефекти включають нерухомість вуглеводів, припинення транскрипції РНК і синтезу білка. Однак через рухливість Mg2+ всередині рослини фенотип дефіциту може бути присутнім лише в старих частинах рослини. Наприклад, у Pinus radiata, що страждають від дефіциту Mg2+, однією з найперших ідентифікаційних ознак є хлороз хвої на нижніх гілках дерева. Це пояснюють тим, що Mg2+ було відновлено з цих тканин і переміщено до зростаючої (зеленої) хвої вище на дереві.
Дефіцит Mg2+ може бути спричинений нестачею іона в середовищі (ґрунті), але частіше виникає через пригнічення його поглинання. Mg2+ досить слабко зв'язується з негативно зарядженими групами в клітинних стінках коренів, тому надлишок інших катіонів, таких як K+, NH4+, Ca2+ і Mn2+, може перешкоджати поглинанню (Kurvits and Kirkby, 1980;). У кислих ґрунтах Al3+ є особливо сильним інгібітором поглинання Mg2+. Пригнічення поглинання Al3+ і Mn2+ є сильнішим, ніж це можна пояснити простим витісненням, отже можливо, що ці іони безпосередньо зв'язуються з системою поглинання Mg2+. У бактерій і дріжджів таке зв'язування Mn2+ вже спостерігалося. Реакція на стрес у рослини розвивається, коли клітинні процеси припиняються через нестачу Mg2+ (наприклад, підтримка ΔpH через плазматичні та вакуольні мембрани). У рослинах, які страждають від голоду Mg2+ в умовах слабкого освітлення, відсоток Mg2+, зв'язаного з хлорофілом, становить 50 %. Імовірно, цей дисбаланс негативно впливає на інші клітинні процеси.
Складніше розвивається токсичний стрес Mg2+. Коли Mg2+ присутні у великій кількості, рослини зазвичай поглинають іон і зберігають його (Stelzer et al., 1990). Однак, якщо це супроводжується посухою, концентрація іонів у клітині може різко зрости. Високі цитоплазматичні концентрації Mg2+ блокують канал K+ у внутрішній мембрані оболонки хлоропласта та перешкоджають видаленню іонів H+ зі строми хлоропласта. Це призводить до підкислення строми, далі деактивації ключових ферментів фіксації вуглецю та призводить до утворення вільних радикалів кисню в хлоропласті, що викликає окисне ушкодження.

## Транспорт магнію
Хімічні та біохімічні властивості Mg2+ створюють значну проблему для клітинної системи під час транспортування іонів через біологічні мембрани. Догма транспорту іонів стверджує, що транспортер розпізнає іон, а потім поступово видаляє гідратаційну воду, видаляючи більшу частину або всю воду в окремих порах перед тим, як вивільнити іон на дальній стороні мембрани. Завдяки властивостям Mg2+, великій зміні об'єму від гідратованого до неочищеного іона, високій енергії гідратації та дуже низькій швидкості обміну лігандів у внутрішній координаційній сфері, ці кроки, ймовірно, є складнішими, ніж для більшості інших іонів. На сьогоднішній день було показано, що лише білок ZntA Paramecium є каналом Mg2+. Механізми транспорту Mg2+ білками, що залишилися, починають розкриватися з першою тривимірною структурою транспортного комплексу Mg2+, яка була розкрита в 2004 році.
Гідратна оболонка іона Mg2+ має дуже міцно зв'язану внутрішню оболонку з шести молекул води та відносно міцно зв'язану другу оболонку, що містить 12–14 молекул води (Markham et al., 2002). Таким чином, передбачається, що для розпізнавання іона Mg2+ потрібен певний механізм для початкової взаємодії з гідратною оболонкою Mg2+ з подальшим прямим розпізнаванням/зв'язуванням іона з білком. Завдяки потужності внутрішньосферного комплексоутворення між Mg2+ і будь-яким лігандом численні одночасні взаємодії з транспортним білком на цьому рівні можуть значно затримувати іон у транспортній порі клітини. Отже, можливо, що велика частина гідратної води утримується під час транспортування, що дозволяє слабшу (але все ще специфічну) координацію зовнішньої сфери.
Незважаючи на механічні труднощі, Mg2+ повинен транспортуватися через мембрани, і вже описано велику кількість потоків Mg2+ через мембрани з різних систем. Однак лише невелика кількість транспортерів Mg2+ зараз охарактеризована на молекулярному рівні.

### Блокада лігандних іонних каналів
Іони магнію (Mg2+) у клітинній біології зазвичай майже у всьому протилежні іонам Ca2+, оскільки вони також є двовалентними, але мають більшу електронегативність і, тому, посилено тягнуть молекули води, перешкоджаючи проходженню через канал (навіть якщо сам магній менший). Таким чином, іони Mg2+ блокують канали Ca2+, такі як (канали NMDA), та впливають на канали щілинних контактів, утворюючи електричні синапси.

## Медичне значення
Недостатнє споживання магнію часто викликає м'язові спазми та пов'язане з серцево-судинними захворюваннями, діабетом, високим кров'яним тиском, тривожними розладами, мігренню, остеопорозом та інфарктом мозку. Проте гострий дефіцит (див. гіпомагніємія) зустрічається рідко і частіше пов'язаний з побічною дією ліків (наприклад, хронічне вживання алкоголю або діуретиків), ніж з низьким споживанням з їжею. Але також може виникнути у людей, які тривалий час знаходяться на внутрішньовенному харучаванні
Головним симптомом надмірного перорального споживання магнію є діарея. Добавки на основі хелатів амінокислот (таких як гліцинат, лізинат тощо) набагато краще переносяться травною системою та не мають побічних ефектів попередніх форм сполук, тоді як дієтичні добавки з пролонгованим вивільненням запобігають виникненню діареї.  Нирки у дорослих людей досить ефективно виводять надлишок магнію, тому пероральне отруєння магнієм у дорослих із нормальною функцією нирок трапляється дуже рідко. Діти грудного віку, навіть здорові, гірше здатні виводити надлишок магнію, тому їм не слід давати магнієві добавки, окрім як за наглядом лікаря.
Надмірний вплив магнію є токсичним для окремих клітин, хоча експериментально це не показано. Гіпермагніємія, надлишок магнію в крові, зазвичай спричинена втратою функції нирок. Здорові тварини швидко виводять надлишок магнію з сечею та калом. Наявність магнію у сечі називається магнезурією. Характерні концентрації магнію в модельних організмах: у E. coli 30-100 мМ (зв'язаний), 0,01-1 мМ (вільний), у дріжжах, що діляться, 50 мМ, у клітинах ссавців 10 мМ (зв'язаний), 0,5 мМ (вільний) і в плазмі крові 1 мМ.
Фармацевтичні препарати з магнієм використовують для лікування таких станів, як дефіцит магнію або гіпомагніємія, а також еклампсія.Такі препарати зазвичай містять сульфат або хлорид магнію для парентерального застосування. Магній засвоюється організмом із прийнятною ефективністю (від 30 % до 40 %) з будь-якої розчинної солі магнію, такої як хлорид або цитрат. Магній так само засвоюється з солей Епсома, хоча сульфат у цих солях посилює їх проносний ефект у більших дозах. Всмоктування магнію з нерозчинних оксидів і гідроксидів (магнезіального молока) є нестабільним і менш ефективним через залежність від нейтралізації та розчинення солі кислотою шлунку, що може бути (і зазвичай не є) повним..
Використання магнію оротату як допоміжну терапію у пацієнтів під час лікування тяжкої застійної серцевої недостатності збільшує рівень виживання та покращує клінічні симптоми та якість життя пацієнтів.

#### Гіпертонія
Внутрішньовенне введення сульфату магнію використовується для лікування прееклампсії. Мета-аналіз 22 клінічних випробувань із діапазонами доз від 120 до 973 мг/добу (крім гіпертензії через вагітність) і середньою дозою 410 мг, показав, що добавки магнію мали невеликий, але статистично значущий ефект, знижуючи систолічний артеріальний тиск на 3–4 мм рт. ст., а діастолічний артеріальний тиск на 2–3 мм рт. ст. Ефект був більшим за дози більше 370 мг/добу.

### Цукровий діабет і толерантність до глюкози
Більше споживання магнію з їжею пов'язане зі зниженням захворюваності на цукровий діабет. У людей з цукровим діабетом або з високим ризиком його виникнення добавки магнію знижують рівень глюкози натщесерце.

### Важливість у зв'язуванні ліків
У жовтні 2001 року в Nature опублікували результати дослідження основ структурної взаємодії між клінічно значущими антибіотиками та рибосомою 50S. Після проведення рентгенівської кристалографії з високою роздільною здатністю було встановлено формування зв'язків антибіотиків лише з 23S рРНК субодиниці рибосоми, а з білковою частиною субодиниці взаємодії не було. Ці результати показали «важливість передбачуваних іонів Mg2+ для зв'язування деяких ліків».

### Дієтичні рекомендації
У 1997 році Інститут медицини США оновив орієнтовні середні потреби (EAR) і рекомендовані дієтичні норми (RDA) для магнію. У випадку коли немає достатньої інформації для встановлення EAR та RDA використовують оцінку під назвою «адекватне споживання» (AI). Поточні EAR для магнію для жінок і чоловіків віком від 31 року становлять 265 мг/день і 350 мг/добу відповідно. RDA — 320 і 420 мг/добу. RDA вищі, ніж EAR для визначення суми, які покриватимуть людей із потребами, вищими за середні. RDA для вагітних становить від 350 до 400 мг/добу залежно від віку жінки, а під час лактації коливається від 310 до 360 мг/добу з тієї ж причини. Для дітей віком від 1 до 13 років RDA збільшується з віком від 65 до 200 мг/добу. Інститут медицини США для безпеки також встановлює допустимі верхні рівні споживання (UL) для вітамінів і мінералів, якщо є достатні докази. Для магнію UL встановлено на 350 мг/добу. UL є специфічним для магнію як дієтичної добавки, тому що одноразовий надмірний прийом магнію може спричинити діарею. UL не поширюється на магній у продуктах харчування. Разом EAR, RDA та ULs називаються дієтичними стандартними дозами споживання.
| Вік                     | Чоловік | Жінка  | Вагітність | лактація |
| ----------------------- | ------- | ------ | ---------- | -------- |
| Від народження до 6 міс | 30 мг*  | 30 мг* |            |          |
| 7–12 місяців            | 75 мг*  | 75 мг* |            |          |
| 1–3 роки                | 80 мг   | 80 мг  |            |          |
| 4–8 років               | 130 мг  | 130 мг |            |          |
| 9–13 років              | 240 мг  | 240 мг |            |          |
| 14–18 років             | 410 мг  | 360 мг | 400 мг     | 360 мг   |
| 19–30 років             | 400 мг  | 310 мг | 350 мг     | 310 мг   |
| 31-50 років             | 420 мг  | 320 мг | 360 мг     | 320 мг   |
| 51+ років               | 420 мг  | 320 мг |            |          |

* = Достатнє споживання
Європейське агентство з безпеки харчових продуктів (EFSA) називає сукупний набір інформації дієтичними референтними значеннями, у якому популяційне референтне споживання (PRI) використовують замість RDA, а середню потребу замість EAR. AI і UL визначаються аналогічно Сполученим Штатам. Для жінок і чоловіків віком від 18 років AI встановлено на рівні 300 і 350 мг/добу відповідно. AI для вагітності та лактації також 300 мг/добу. Для дітей віком 1–17 років AI збільшується з віком від 170 до 250 мг/добу. Ці показники AI нижчі, ніж RDA США. Європейське агентство з безпеки харчових продуктів розглянуло те саме питання про безпеку та встановило UL на рівні 250 мг/день — нижче значення в США. UL магнію унікальний тим, що він нижчий, ніж деякі RDA. Це стосується лише прийому фармакологічного засобу або дієтичної добавки і не включає споживання з їжею та водою.

### Магній у їжі

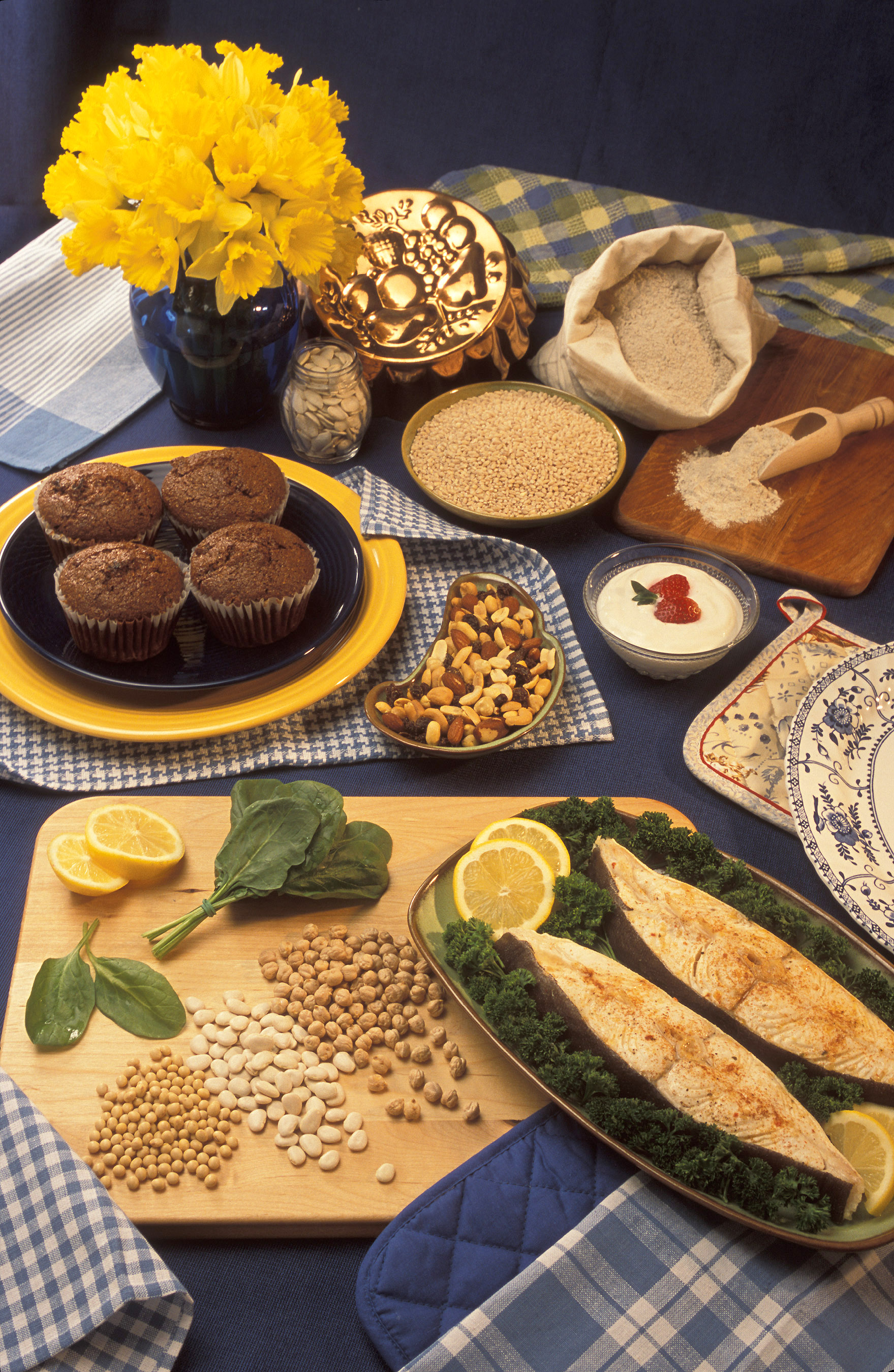
Деякі хороші джерела магнію

Зелені овочі, такі як шпинат, забезпечують надходження магнію завдяки великому вмісту молекул хлорофілу, які містять цей іон. Горіхи (особливо бразильські горіхи, кеш'ю та мигдаль), насіння (наприклад, гарбузове), чорний шоколад, смажені соєві боби, висівки та деякі цільнозернові крупи також є хорошими джерелами магнію.
Хоча багато харчових продуктів містять магній, зазвичай він міститься в низьких кількостях. Як і з більшістю поживних речовин, добову потребу в магнії складно задовольнити однією порцією будь-якої окремої їжі. Вживання різноманітних фруктів, овочів і злаків допоможе забезпечити достатнє споживання магнію.
Через легкорозчинність магнію у воді, рафінована їжа, яка обробляється, вариться у воді та сушиться, є поганим джерелом поживних речовин. Так, цільнозерновий хліб містить вдвічі більше магнію, порівняно з білим хлібом, оскільки багаті магнієм зародки та висівки видаляються під час помола пшеничного борошна. Таблиця харчових джерел магнію пропонує багато дієтичних джерел магнію.
«Жорстка» вода також може забезпечити магній, але у «м'якій» воді магнію вже менше. Дієтичні дослідження не оцінюють споживання магнію з води, що може призвести до недооцінки загального споживання магнію та його мінливості.
Надмірне вживання магнію може ускладнити засвоєння кальцію організмом. Нестача магнію може призвести до гіпомагніємії, як описано вище, з нерегулярним серцебиттям, високим кров'яним тиском (ознака у людей, але не у деяких піддослідних тварин, таких як гризуни), безсоння та м'язові спазми (фасцикуляції). Однак, як зазначалося, симптоми низького вмісту магнію внаслідок лише харчового дефіциту трапляється рідко.
Нижче перераховано деякі продукти харчування та кількість магнію в них (склянка ~236 мл):
 
- Насіння гарбуза без лушпиння (1⁄4 склянки) = 303 мг
- Насіння чіа (1/4 склянки) = 162 мг
- Борошно гречане (1⁄2 склянки) = 151 мг
- Бразильські горіхи (1⁄4 склянки) = 125 мг
- Вівсяні висівки, сирі (1⁄2 склянки) = 110 мг
- Какао-порошок (1⁄4 склянки) = 107 мг
- Палтус (85 г) = 103 мг
- Мигдаль (1⁄4 склянки) = 99 мг
- Кеш'ю (1⁄4 склянки) = 89 мг
- Цільнозернове борошно (1⁄2 склянки) = 83 мг
- Шпинат, варений (1⁄2 склянки) = 79 мг
- Мангольд, варений (1⁄2 склянки) = 75 мг
- Шоколад , 70 % какао (28 г) = 73 мг
- Твердий тофу (1⁄2 склянки) = 73 мг
- Чорна квасоля, варена (1⁄2 склянки) = 60 мг
- Кіноа, варена (1⁄2 склянки) = 59 мг
- Арахісове масло (2 столові ложки) = 50 мг
- Волоські горіхи (1⁄4 склянки) = 46 мг
- Насіння соняшнику, очищені (1⁄4 склянки) = 41 мг
- Нут, варений (1⁄2 склянки) = 39 мг
- Кале, варена (1⁄2 склянки) = 37 мг
- Сочевиця, варена (1⁄2 склянки) = 36 мг
- Вівсяна каша, варена (1⁄2 склянки) = 32 мг
- Рибний соус (1 столова ложка) = 32 мг
- Молоко, знежирене (28 г) = 27 мг
- Кава , еспресо (28 г) = 24 мг
- Цільнозерновий хліб (1 скибочка) = 23 мг

#### Маркування
У США на продуктах харчування та дієтичних добавок кількість у порції виражається у відсотках від добової норми (%DV). Для магнію 100 % добової норми становило 400 мг, але станом на 27 травня 2016 року змінили до 420 мг для узгодження з RDA. Таблиця старих і нових добових норм для дорослих наведена в Рекомендованій добовій нормі споживання.

## Вимірювання магнію в біологічних зразках

### За допомогою радіоактивних ізотопів
Використання радіоактивних індикаторних елементів у дослідженнях поглинання іонів дозволяє розрахувати km, Ki та Vmax і визначити початкову зміну вмісту іонів у клітинах. Ізотоп 28Mg розпадається через випромінювання бета- або гамма-частинок високої енергії, які можна виміряти за допомогою сцинтиляційного лічильника. Однак період напіврозпаду 28Mg, найбільш стабільного з радіоактивних ізотопів магнію, становить лише 21 годину. Це сильно обмежує експерименти з нуклідом. Крім того, з 1990 року жодне підприємство регулярно не виробляло 28Mg, а ціна за мКі тепер прогнозується близько 30 тис. доларів США. Хімічна природа Mg2+ дуже близька до кількох інших катіонів. Тому Co2+, Mn2+ і Ni2+ успішно використовувалися для імітації властивостей Mg2+ у деяких ферментативних реакціях, а радіоактивні форми цих елементів — в дослідженнях транспорту катіонів. Складність використання заміщення іонів металів у вивченні функції ферменту полягає у складності встановити зв'язок між активністю ферменту із заміщенням іона порівняно з вихідним.

### За люмінесцентними індикаторами
Ряд хелаторів двовалентних катіонів мають різні спектри флуоресценції у зв'язаному і незв'язаному станах. Хелатори Ca2+ добре відомі, мають високу спорідненість з катіоном і низьку перешкоду з боку інших іонів. Хелатори Mg2+ відстають, і основний флуоресцентний барвник для Mg2+ (mag-fura 2) насправді має вищу спорідненість до Ca2+. Це обмежує застосування цього барвника тими типами клітин, де рівень Ca2+ у стані спокою становить < 1мкМ і не змінюється залежно від експериментальних умов, за яких потрібно вимірювати Mg2+. Нещодавно Otten та співав. (2001) описали роботу над новим класом сполук, які можуть виявитися більш корисними, маючи значно кращу спорідненість зв'язування з Mg2+. Використання флуоресцентних барвників обмежується вимірюванням вільного Mg2+. Якщо концентрація іонів буферизується клітиною шляхом хелатування або видалення до субклітинних компартментів, виміряна швидкість поглинання дасть лише мінімальні значення km і Vmax.

### За електрофізіологією
По-перше, іоноспецифічні мікроелектроди можна використовувати для вимірювання внутрішньої концентрації вільних іонів клітин і органел. Основними перевагами є зчитування з клітин протягом відносно тривалих періодів часу, і що, на відміну від барвників, до клітин додається дуже невелика додаткова іонна буферна ємність.
По-друге, техніка двоелектродного фіксатора напруги дозволяє безпосередньо вимірювати потік іонів через мембрану клітини. Мембрану тримають під електричним потенціалом і вимірюють струм у відповідь. Усі іони, що проходять через мембрану, беруть участь у виміряному струмі.
По-третє, техніка фіксації напруги використовує ізольовані ділянки природної або штучної мембрани майже так само, як і фіксація напруги, але без вторинних ефектів клітинної системи. За ідеальних умов провідність окремих каналів можна визначити кількісно. Ця методологія дає найбільш пряме вимірювання дії іонних каналів.

### Методом абсорбційної спектроскопії
Полум'яна атомно-абсорбційна спектроскопія (AAS) визначає загальний вміст магнію в біологічному зразку. Проте цей спосіб руйнівний, а біологічні зразки повинні бути розбиті в концентрованих кислотах, щоб уникнути засмічення тонкого розпилювача. Окрім цього, єдиним обмеженням є те, що зразки мають бути об'ємом приблизно 2 мл і в діапазоні концентрацій 0,1–0,4 мкмоль/л для оптимальної точності. Оскільки ця методика не може відрізнити Mg2+, який уже присутній у клітині, і той, що поглинається під час експерименту, можна кількісно визначити лише вміст, який не поглинається.
Плазма з індуктивним зв'язком (ICP) з використанням модифікацій мас-спектрометрії (MS) або атомно-емісійної спектроскопії (AES) також дозволяє визначити загальний вміст іонів у біологічних зразках. Ці методи більш чутливі, ніж полум'яна ААС, і здатні вимірювати кількість кількох іонів одночасно. Однак вони також значно дорожчі.

## Дивитися також
- Біологія і фармакологія хімічних елементів
- Дефіцит магнію (сільське господарство)
- Дефіцит магнію (гіпомагніемія) в організмі
- Остеопороз
- Іонні канали